# Софиевка (Ставропольский край)
Софи́евка — село в Ипатовском районе (городском округе) Ставропольского края Российской Федерации.

## Варианты названия
- Софиевский[3].

## География
Расстояние до краевого центра: 79 км. Расстояние до районного центра: 34 км.

## История
Образовано 4 ноября 1880 года
В архивных документах за 1916 год упоминается как посёлок Софиевский Благодатненской волости Ставропольского уезда.

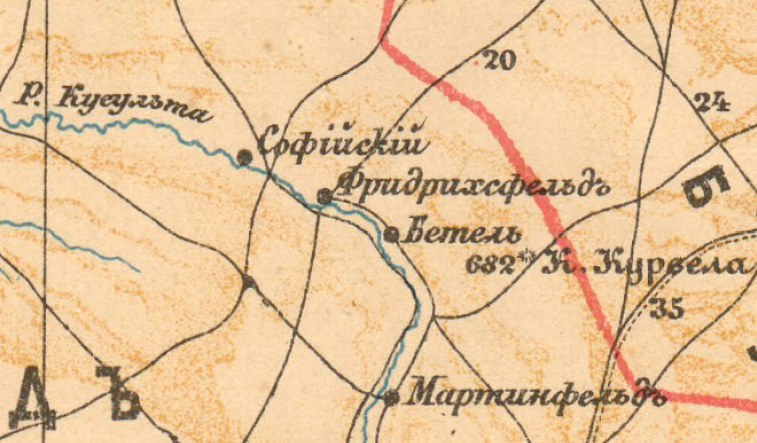
Колонии Мартинфельд, Бетель, Фридрихсфельд и посёлок Софийский на «Дорожной карте Кавказского края 1903 года»

В 1918 году на Ставрополье начался процесс коллективизации, не получивший достаточного развития из-за гражданской войны. После окончательного установления советской власти в регионе стали создаваться коммуны и артели, организуемые бывшими красноармейцами. В 1920 году в Софиевском была образована коммуна «Красная Звезда», в 1921 году — коммуна «Красный Май».
По состоянию на 1925 год село Софиевка являлось центром Софиевского сельсовета Виноделенского района Ставропольского округа Северо-Кавказского края.
В 1929 году в Софиевке организовались колхозы «Красный партизан» и «17 лет Октября».
30 января 1930 года Софиевскому сельсовету был передан хутор Хлебороб из Пелагиадского сельсовета Изобильно-Тищенского района.
18 июня 1954 года территории Золотарёвского, Родниковского и Софиевского сельсоветов были объединены в составе укрупнённого Золотарёвского сельсовета.
7 июля 1964 года из списка населённых пунктов был исключён хутор Черноморовка Золотарёвского сельсовета как слившийся с селом Софиевка.
До 1 мая 2017 года село входило в упразднённый Золотарёвский сельсовет.

## Население
| 1903 | 1909 | 1989 | 2002 | 2010 | 2014 | 2023 |
| ---- | ---- | ---- | ---- | ---- | ---- | ---- |
| 590  | ↗684 | ↘635 | ↗678 | ↘520 | ↗600 | ↘442 |

По данным переписи 2002 года, 91 % населения — русские.

## Инфраструктура
В Софиевке имеются клуб, библиотека, фельдшерско-акушерский пункт, филиал № 2 средней школы № 4 села Золотарёвка (до 1 сентября 2010 года — средняя школа № 8 села Софиевка).
В границах Софиевки расположены 3 общественных открытых кладбища: в 200 метрах к северу от жилого дома № 36 по улице Чапаева — Успеновское кладбище; в 400 метрах к северу от жилого дома № 50 по улице Чапаева — Черноморовское кладбище; в 300 метрах к северу от жилого дома № 28 по улице Красноармейской — Софиевское кладбище.

## Памятники
- Братская могила 40 партизан отряда Трунова, погибших в годы гражданской войны. 1918―1920, 1961 года[25]